# Heidi Gilbert
Heidi Gilbert (8 de abril de 1982) es una deportista estadounidense que compitió en taekwondo. Ganó dos medallas en el Campeonato Panamericano de Taekwondo en los años 1998 y 2002.

## Palmarés internacional
| Campeonato Panamericano | Campeonato Panamericano | Campeonato Panamericano | Campeonato Panamericano |
| Año                     | Lugar                   | Medalla                 | Categoría               |
| ----------------------- | ----------------------- | ----------------------- | ----------------------- |
| 1998                    | Lima (Perú)             | Medalla de bronce       | –70 kg                  |
| 2002                    | Quito (Ecuador)         | Medalla de oro          | +72 kg                  |